# Cançó insígnia
Cançó insígnia o cançó de signatura (de l'anglès signature song) és una o més cançons que popularment s'associen a un sol cantant o grup, tot i que poden tenir una col·lecció il·limitada de cançons.
Poden ser resultat de la identificació espontània del públic, i/o una estratègia de màrqueting desenvolupada per la indústria musical per promocionar els artistes, vendre els seus discos i formar un grup de fans.
Una cançó insígnia és fixa dins el repertori de molts artistes, i les trien per interpretar-les en cada concert en què actuen. Els programes de màrqueting de les companyies discogràfiques i les expectatives dels fans per aquestes cançons insígnia de vegades comporten dificultat pels artistes per poder interpretar altres tipus de música. Dos exemples famosos d'aquest fenomen són el pèssim tracte que Ricky Nelson va rebre dels seus fans al Madison Square Garden el 1971 i la baralla pública de Merle Haggard amb Capitol Records per llançar el seu àlbum tribut a Bob Wills després de l'èxit de Okie from Muskogee el 1969.
Aquest terme no és generalment aplicat als one-hit wonder, és a dir, a artistes que són identificats per una única cançó reeixida, ja que la resta de les seves cançons no van tenir èxit.

## Exemples d'artistes amb cançons de signatura
Els artistes següents tenen documentades cançons insígnia.
- ABBA - "Dancing Queen"[5]
- AC/DC - "Back in Black"
- Adele - "Someone Like You"
- Aerosmith - "I Don't Want to Miss a Thing"
- A-ha - "Take on Me"
- Air Supply - "Making Love Out of Nothing at All"
- Akon - "Lonely" / "Don't Matter"
- Alan Jackson - "Remember When"
- Alanis Morissette - "You Oughta Know"
- Alice in Chains - "Man in the Box" / "Would?"
- Alicia Keys - "No One"
- Amy Winehouse - "Rehab"
- Andrews Sisters - "Boogie Woogie Bugle Boy"[6]
- Andy Williams - "Moon River"[7]
- Anton Karas - "The Third Man Theme"
- Aqua - "Barbie Girl"
- Ariana Grande - "Thank U, Next"
- Aretha Franklin - "Respect" (versió d'una cançó d'Otis Redding)
- Avicii - "Hey Brother" / "Wake Me Up"
- Avril Lavigne - "Girlfriend"
- Backstreet Boys - "I Want It That Way"
- Bee Gees - "Stayin' Alive"
- Ben E. King - "Stand by Me"[8]
- Berlin - "Take My Breath Away"
- Bert Williams - "Nobody".[9]
- Beyoncé - "Single Ladies (Put a Ring on It)"
- Billy Joel - "Piano Man"[10]
- Billy Ray Cyrus - "Achy Breaky Heart"
- Bing Crosby - "White Christmas".[11]
- Blake Shelton - "God Gave Me You"
- Black Eyed Peas - "I Gotta Feeling"
- Bob Dylan - Like a Rolling Stone[12]
- Bob Hope - "Thanks for the Memories"[13]
- Bob Marley - "Is This Love"
- Bobby Darin - "Mack the Knife"[14]
- Bon Jovi - "Livin' on a Prayer"
- Bonnie Tyler - "Total Eclipse of the Heart"
- Britney Spears - "…Baby One More Time"
- Bruce Springsteen - "Born to Run"[15]
- Bruno Mars - "Just the Way You Are"
- Bryan Adams - "(Everything I Do) I Do It for You"
- Bunny Berigan - "I Can't Get Started"[16]
- Caetano Veloso - "Alegria, Alegria"
- Camila Cabello - "Havana"
- Cássia Eller - "Malandragem"
- Celine Dion - "My Heart Will Go On"
- Cher - "Believe"
- Chico Buarque - "Apesar de Você"
- Christina Aguilera - "Genie in a Bottle"
- Creedence Clearwater Revival - "Have You Ever Seen the Rain?"
- Cyndi Lauper - "Girls Just Want to Have Fun"
- Dalida - Paroles, paroles / Bambino
- David Bowie - "Starman"
- Daniela Mercury - "O Canto da Cidade"
- Deep Purple - "Smoke on the Water"[17]
- Demi Lovato - "Let It Go"
- Destiny's Child - "Say My Name"
- Dolly Parton - "9 to 5"
- Don McLean - "American Pie"[18]
- Duran Duran - "Save a Prayer"
- Eagles - "Hotel California"[19]
- Ed Sheeran - "Shape of You"
- Édith Piaf - "La vie en rose"[20]
- Elis Regina - "Como Nossos Pais"
- Elvis Presley - "Hound Dog"
- Eminem - "Not Afraid"
- Eric Carmen - "All By Myself"
- Eric Clapton - "Layla"
- Etta James - "At Last"[21]
- Evanescence - "Bring Me to Life"
- Fergie - "Big Girls Don't Cry"
- Fifth Harmony - "Worth It"
- Flo Rida - "Good Feeling"
- Florence and the Machine - "Dog Days Are Over"
- Foo Fighters - "Learn to Fly"
- Frank Sinatra - "New York, New York",[22] My Way[23]
- Garth Brooks - "The Dance"
- George W. Johnson - "The Laughing Song"[24]
- Gladys Knight & the Pips - "Midnight Train to Georgia"[25]
- Gloria Gaynor - "I Will Survive"
- Gossos - "Corren"[26]
- Green Day - "Boulevard of Broken Dreams"
- Guns N' Roses - "Sweet Child O' Mine"
- Guy Lombardo - "Auld Lang Syne"[27]
- Gwen Stefani - "Hollaback Girl"
- Harry Belafonte - "Banana Boat (Day-O)"[28]
- Helen Reddy - "I Am Woman"[29]
- James Blunt - "You're Beautiful"
- James Brown - "I Got You (I Feel Good)"
- James Taylor - "Sweet Baby James"[30]
- Janis Joplin - "Me and Bobby McGee"[31]
- Jeff Buckley - "Hallelujah"[32]
- Jessie J - "Price Tag"
- Jimi Hendrix - "Purple Haze"[33]
- Jimmy Buffett - "Margaritaville"[34]
- John Legend - "All of Me"
- John Lennon - "Imagine"
- José Augusto - "Aguenta Coração"
- Joss Stone - "Super Duper Love (Are You Diggin' on Me)"
- Julie London - "Cry Me a River"[35]
- Justin Bieber - "Baby"
- Justin Timberlake - "What Goes Around...Comes Around"
- Kate Smith - "God Bless America"[36]
- Katy Perry - "Firework"
- Kelly Clarkson - "Because of You"
- Ke$ha - "Tik Tok"
- Kylie Minogue - "Can't Get You out of My Head"
- L7 - "Pretend We're Dead"
- Lady Gaga - "Poker Face"
- Laura Pausini - La solitudine"
- Led Zeppelin - Stairway To Heaven"
- Lee Greenwood - "God Bless the USA"[37]
- Legião Urbana - "Tempo Perdido"
- Lena Horne - "Stormy Weather"[38]
- Linkin Park - "In The End"
- Lionel Richie - "Say You, Say Me"
- Lonnie Donegan - "Rock Island Line"[39]
- Lorde - "Royals"
- Loretta Lynn - "Coal Miner's Daughter"[40]
- Lou Rawls - "You'll Never Find Another Love Like Mine"[41]
- Louis Armstrong - "What a Wonderful World"
- Los Hermanos - "Anna Julia"
- Luciano Pavarotti - "Nessun dorma"[42]
- Luis Fonsi - "Despacito"
- Luis Miguel - "La incondicional"
- Luiz Gonzaga - "Asa Branca"
- The Mamas and The Papas - "California Dreamin'"[43]
- Maroon 5 - "Moves Like Jagger"
- Martina McBride - "Independence Day"[44]
- Motörhead - "Ace of Spades"[45]
- Madonna - "Like a Virgin"
- Mariah Carey - "Hero"
- Marilyn Manson "The Beautiful People"
- Marisa Monte - "Amor I Love You"
- Meghan Trainor - "All About That Bass"
- Metallica - "Nothing Else Matters"
- Michael Jackson - "Beat It"
- Michel Teló - "Ai Se Eu Te Pego"
- Miley Cyrus - "Wrecking Ball"
- Milton Nascimento - "Maria, Maria"
- Natalie Imbruglia - "Torn"
- Nelly Furtado - "Promiscuous"
- Nickelback - "Photograph"
- Nirvana - "Smells Like Teen Spirit"
- No Doubt - "Don't Speak"
- OneRepublic - "Apologize"
- One Direction - "What Makes You Beautiful"
- Paul Young - "Everytime You Go Away"
- Paula Fernandes - "Pra Você"
- Peggy Lee - "Fever"[10]
- Pearl Jam - "Even Flow"
- Percy Sledge - "When a Man Loves a Woman"[46]
- Petula Clark - "Downtown"[47]
- Pharrell Williams - "Happy"
- Pink Floyd - "Another Brick in the Wall"
- The Police - "Every Breath You Take[48]
- Prince - "Purple Rain"
- Psy - "Gangnam Style"
- Pussycat Dolls - "Don't Cha"
- Queen - "Bohemian Rhapsody"
- Rage Against the Machine - "Killing in the Name"[49]
- Rammstein - "Du Hast"
- Red Hot Chili Peppers - "Californication"
- RBD - "Rebelde"
- Richard Marx - "Right Here Waiting"
- Rick James - "Super Freak"[50]
- Ricky Martin - "Livin' la Vida Loca"
- Righteous Brothers - "Unchained Melody"
- Rihanna - "Umbrella"
- Ritchie - "Menina Veneno"
- Roberto Carlos" - "Emoções"
- Rolling Stones - "(I Can't Get No) Satisfaction"[51]
- Sade - "Smooth Operator"
- Sammy Davis, Jr. - "I've Gotta Be Me"[52]
- Sau - "Boig per tu"
- Selena Gomez - "Come & Get It"
- Shakira - "Hips Don't Lie"
- Shania Twain - "Man! I Feel Like a Woman"
- Skank - "Garota Nacional"
- Sonny & Cher - "I Got You Babe"[53]
- Sopa de Cabra - "L'Empordà"
- Spice Girls - "Wannabe"
- Stacie Orrico - "(There's Gotta Be) More to Life"
- Stevie Nicks - "Edge of Seventeen"[54]
- Stevie Wonder - "I Just Called to Say I Love You"
- Soundgarden - "Black Hole Sun"
- Survivor - "Eye of the Tiger"
- Tammy Wynette - "Stand By Your Man"[55]
- Taylor Swift - "Shake It Off"
- Tears for Fears - "Shout[56]
- Temptations - "My Girl"[57]
- Tom Jobim - "Garota de Ipanema"
- Toni Braxton - "Un-Break My Heart"
- Tony Bennett - "I Left My Heart in San Francisco"[58]
- The Beatles - "Hey Jude"
- The Doors - "Light my Fire"
- Twenty One Pilots - "Stressed Out"
- Usher - "Yeah!"
- Van Morrison - "Brown Eyed Girl"[59]
- Whitney Houston - "I Will Always Love You"